# Швабія

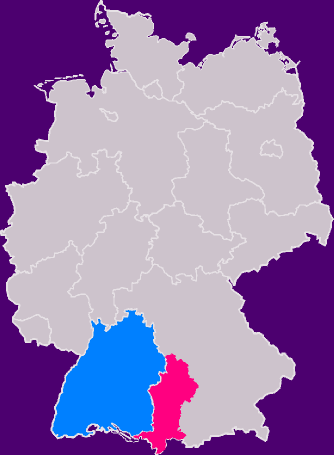
Синім позначений Баден-Вюртемберг, чий Вюртемберг — історична частина Швабії. Рожевим позначена Баварська Швабія

Швабія (нім. Schwaben) — місцевість на південному заході Німеччини в землях Баден-Вюртемберг і Баварія, де живуть шваби — німці, що говорять на особливому швабському діалекті. Чіткої межі ця місцевість не має і багато хто інтерпретує її по-своєму. Деякі обмежують Швабію тільки німецькою територією, інші зараховують сюди німецькомовні регіони Франції і Швейцарії. Окрім Швабії шваби зустрічаються в північній Швейцарії і північно-східній Франції (область Ельзас), і невеликими групами уздовж придунайських країн — Сербії, Словенії, південної Угорщини, Румунії. У Франції і Швейцарії часто словом «шваби» позначаються німці взагалі.
У Баварії є також адміністративний округ Швабія.

## Історія

Швабія (між Бургундією та Баварією) в епоху держави Франків (VIII ст.)

У давнину тут жили кельти, витіснені в I столітті до н. е. на правий берег Рейну германським плем'ям свевів. Хоча ще Тіверій в 15 році до н. е. заснував на південь від верхів'їв Дунаю провінцію Реція, проте лише близько 100 року н. е. римляни тут міцно утвердилися й заснували між ріками Рейном, Ланом і Дунаєм так звані Agri decumates. У III столітті сюди прийшли з північного сходу алемани і заволоділи країною. Алемани і свеви скоро злилися в один народ, хоча назва алеманів більше збереглося за населенням, що живе на захід від Шварцвальда, а свеви — на схід від гір. Після поразки при Цюльпіху в 496 році алемани підкорилися франкським королям, але зберегли самостійних герцогів (герцогство Алеманія).
Починаючи з VII століття в Швабії поширюється християнство, чому особливо сприяють монастирі в Сент-Галлені, Рейхенау, Мурбаху та інші. У Констанці і Аугсбурзі засновуються єпископства. Повстання герцога Теобальда проти Піпіна в 746 році було поборено і спричинило ліквідацію герцогського статусу і включення багатьох швабських володінь до складу королівських маєтностей. Для управління країною був призначений граф, королівський намісник.
При наступниках Карла Великого, з ослабленням королівської влади, посилилося значення намісника. У результаті на території Швабії на початку X століття було утворено герцогство.

### Герцогство Швабія
У Х-XII ст. на місці завойованої франками Алеманії виникло одне з племінних герцогств — Швабія, за владу в якому йшла жорстока боротьба між Бурхардінгами та Аголольфінгами. На півдні кордони герцогства просувались до К'явенни (в межах сучасної Італії). Столиці Швабія, як і решта племінних герцегств Х-XII століття, не мала. Монети карбувалися у Цюриху та Брайзаху, а збори феодальної знаті проходили в місті Ульм. В містах Кур та Аугсбург правили єпископи. Найбільшими культурними та релігійними центрами були монастирі Святого Галла та Рейхенау, що розташовані на березі Боденського озера. Наприкінці XI століття герцогами Швабії стала династія Гогенштауфенів.